# EGL (API)
EGL es una interfaz entre las funciones API de renderizado de Khronos (como OpenGL, OpenGL ES u OpenVG) y la plataforma nativa subyacente del sistema de ventanas. EGL controla la administración de gráficos, el enlace buffer/superficie, la sincronización de renderizado y habilita la "renderización en modo mixto 2D y 3D utilizando otras APIs de Khronos". EGL está controlado por el consorcio de tecnología sin ánimo de lucro el grupo Khronos.
EGL es un acrónimo que, empezando por la versión 1.2, hace referencia a la Interfaz Gráfica para Plataforma Nativa de Khronos. En las versiones previas a la 1.2, el nombre de la especificación EGL era Interfaz Gráfica para la Plataforma Nativa OpenGL ES. El glosario de la documentación de desarrollo de X.org define EGL como "Librería Gráfica para Sistema Embebido".

## Adopción
- El sistema operativo de los dispositivos móviles BlackBerry 10 y BlackBerry Tablet OS utiliza EGL para renderizado de gráficos 3D. Ambos soportan la versión 1.4 de EGL.[6]
- El sistema operativo de Android utiliza EGL para renderizado 3D.[7]
- El protocolo de servidor gráfico Wayland utiliza EGL.[8] Está implementado de forma que los clientes de Wayland dibujan directamente en el framebuffer usando EGL.
- Mesa 3D tiene una implementación de EGL antiguamente conocida como Eagle.[9]
- El protocolo de servidor gráfico Mir de Canonical Ltd. utiliza EGL.[10]
- La utilidad Simple DirectMedia Layer se ha portado para usar EGL. Puede utilizar Xlib, escribir directamente al framebuffer o usar EGL.
- El ordenador Raspberry Pi tiene una interfaz EGL para renderizado de gráficos 3D acelerados por hardware.[11]
- El driver propietario de Nvidia 331.13 BETA del 4 de octubre de 2013 soporta la API EGL.[12]
- Tizen OS utiliza EGL tanto con OpenGL ES 1.1 o OpenGL ES 2.0 para renderizado de gráficos 3D.[13]

## Implementaciones
- Mesa es una implementación libre y de código abierto de muchas API de renderizado gráfico bajo las cuales está EGL.
- El Gestor de Buffer Genérico es una API para manejar buffers.